# 문화로 (군산시)
문화로(Munhwa-ro)는 전북특별자치도 군산시 현대코아사거리에서 전북특별자치도 군산시 수송동 을 잇는 도로이다.

## 주요 경유지
전북특별자치도
- 군산시 (나운동 . 수송동 . 조촌동)

## 노선 경로
| 이름           | 접속 노선                      | 소재지        | 소재지        | 비고          |
| 나운로와 직결  | 나운로와 직결                  | 나운로와 직결 | 나운로와 직결 | 나운로와 직결 |
| -------------- | ------------------------------ | ------------- | ------------- | ------------- |
| 현대코아사거리 | 백토로                         | 군산시        | 나운동        |               |
| 서흥중사거리   | 축동로                         | 군산시        | 수송동        |               |
| 중앙여고사거리 | 축동안길                       | 군산시        | 수송동        |               |
| 수송사거리     | 월명로                         | 군산시        | 수송동        |               |
| 미장사거리     | 미장서로                       | 군산시        | 수송동        |               |
| 경문교         |                                | 군산시        | 수송동        |               |
| 경문교사거리   | 경천포로                       | 군산시        | 수송동        |               |
| (이름없음)     | 국도 제26호선 (번영로) 백룡3길 | 군산시        | 조촌동        |               |